# Natica inexpectans
Natica inexpectans is een slakkensoort uit de familie van de Naticidae. De wetenschappelijke naam van de soort is voor het eerst geldig gepubliceerd in 1971 door Olsson.